# Therm
Ne doit pas être confondu avec thermie.
 
Le therm est une unité d'énergie anglo-saxonne, égale à 100 000 BTU (British thermal units).

## Définition et grandeur
1 thermEC = 100 000 BTUISO = 105 450 000 J  = 105,45 MJ,
1 therm correspond approximativement à l'énergie libérée par la combustion de 2 kg (approx. 3 l) d'essence.